# A Covid19-világjárványt megelőző járvány-előrejelzések és felkészülések
A világjárványokra való tervezés és felkészülés az országokban és a nemzetközi szervezetekben már megtörtént. Az Egészségügyi Világszervezet ajánlásokat és iránymutatásokat ír, bár nincs olyan tartós mechanizmus, amely felülvizsgálná az országok járványokra való felkészültségét és gyors válaszadás képességét. A nemzeti fellépés a nemzeti kormányokon múlik. 2005-2006-ban, a 2009-es sertésinfluenza-világjárványt megelőzően és az azt követő évtizedben az Egyesült Államok, Franciaország, az Egyesült Királyság és mások kormányai stratégiai egészségügyi eszközkészleteket kezeltek, de a 2009-es világjárványt követően a költségek csökkentése érdekében gyakran csökkentették a készleteket.
Egy 2018. júniusi felülvizsgálat szerint a világjárványra vonatkozó tervek mindenhol elégtelenek voltak, mivel a természetes vírusok több mint 50%-os halálozási aránnyal is megjelenhetnek, de az egészségügyi szakemberek és a politikai döntéshozók úgy terveztek, mintha a világjárványok soha nem haladnák meg az 1918-as spanyolnátha világjárvány 2,0%-os halálozási arányát. A COVID-19 világjárványt megelőző években több kormány is demonstrációs gyakorlatokat (köztük a Crimson Contagiont) tartott, amelyek bebizonyították, hogy a legtöbb ország nem lesz eléggé felkészült. Sem a kormányok, sem a nagyvállalatok nem tettek lépéseket. Számos jelentés kiemelte, hogy a nemzeti kormányok képtelenek voltak tanulni a korábbi járványokból. Richard Horton, a The Lancet főszerkesztője a "SARS-CoV-2-re adott globális választ egy generáció legnagyobb tudománypolitikai kudarcának" nevezte.
A korai járványok Hupej tartományban (Kína), Olaszországban és Spanyolországban megmutatták, hogy számos fejlett ország egészségügyi rendszere túlterhelt. A gyengébb orvosi infrastruktúrával, az intenzív ágyak felszerelésével és más orvosi szükségletekkel rendelkező fejlődő országokban a hiány várhatóan hamarabb bekövetkezik.

## Nemzetközi
Az Egészségügyi Világszervezet (WHO) és a Világbank a 2000-es és a 2010-es évek során, különösen a 2002-2004-es SARS-járványt követően figyelmeztetett a világjárványok veszélyére. A Globális Felkészültségi Megfigyelő Testület 2019 végén adta ki első jelentését. Magánkezdeményezések is felhívták a figyelmet a pandémiás veszélyekre és a jobb felkészülés szükségességére. A WHO 2018-ban alkotta meg az X-betegség kifejezést, amely "azt a tudatot jelenti, hogy egy súlyos nemzetközi járványt egy jelenleg ismeretlen, emberi betegséget okozó kórokozó okozhat", hogy a kutatást és fejlesztést a következő, akkor még ismeretlen világjárvány valószínű jelöltjeire összpontosítsa.
A nemzetközi megosztottság és a megfelelő együttműködés hiánya korlátozta a felkészültséget. A WHO influenza világjárványra való felkészültségi projektjének kétéves költségvetése 39 millió USD volt, a WHO 2020-2021-es 4. milliárd USD-s költségvetéséből.
Számos szervezet évek óta részt vesz a világ járványokra és világjárványokra való felkészítésében. Ezek közé tartozik a járványkészültségi innovációk koalíciója (Coalition for Epidemic Preparedness Innovations), amelyet a Bill & Melinda Gates Alapítvány, a Wellcome Trust és az Európai Bizottság közösen alapított. A koalíció 2017 óta próbál egy olyan platform-megközelítést kidolgozni az olyan újonnan megjelenő járványos betegségek kezelésére, mint a COVID-19, amely lehetővé tenné a gyors vakcinafejlesztést és immunitáskutatást a járványok kitörésére adott válaszként.

## Országok

### Franciaország
A 2000-es évekbeli figyelmeztetéseket és fokozott felkészültséget követően a 2009-es sertésinfluenza-világjárvány gyors járványellenes reakciókat eredményezett a nyugati országokban. Az enyhe tünetekkel és alacsony halálozási aránnyal rendelkező H1N1/09 vírustörzs végül a közszféra túlzott reakciókészsége, a kiadások és a 2009-es influenza elleni védőoltás magas költségei miatt visszahatást váltott ki. A következő években az orvosi felszerelések nemzeti stratégiai készleteit nem újították fel rendszeresen. Franciaországban széles körben bírálták a Roselyne Bachelot egészségügyi miniszter felelősségi körébe tartozó, a H1N1 vírussal kapcsolatos maszkok, vakcinák és egyéb eszközök 382 millió eurós beszerzését.
A francia egészségügyi hatóságok 2011-ben úgy döntöttek, hogy a beszerzési és tárolási költségek csökkentése érdekében nem töltik fel készleteiket, és inkább a Kínából érkező szállítmányokra és a just-in-time logisztikára támaszkodnak, a felelősséget pedig fakultatív alapon magánvállalatokra osztják. A francia stratégiai készlet ebben az időszakban a 2010-es egymilliárd sebészeti maszkról és 600 millió FFP2 maszkról 2020 elejére 150 millióra, illetve nullára csökkent.

### Egyesült Királyság
Az Egyesült Királyság Nemzeti Egészségügyi Szolgálat (NHS) trösztjei a 2007-es H5N1 influenzajárvány ("madárinfluenza") kitörése óta végzik az influenzaszerű járványok szimulációit. Russell King, az NHS egyik rugalmassági menedzsere akkoriban azt mondta, hogy "a kabinetiroda a személyi védőfelszerelés (PPE) elérhetőségét és elosztását jelölte meg a világjárvány egyik kritikus pontjaként".

A Cygnus gyakorlat egy háromnapos szimulációs gyakorlat volt, amelyet az NHS England 2016 októberében hajtott végre egy hipotetikus H2N2 influenza-világjárvány Egyesült Királyságra gyakorolt hatásának becslésére. A gyakorlatot az Egészségügyi és Szociális Ellátási Minisztériumot képviselő Public Health England végezte. Skóciában, Walesben és Észak-Írországban tizenkét kormányhivatal, valamint helyi ellenálló képességi fórumok (LRF) vettek részt. Az említett szervezetek, börtönök, valamint a helyi és központi kormányzat több mint 950 dolgozója vett részt a háromnapos szimulációban, és tesztelték, hogy képesek-e megbirkózni a nagyfokú orvosi stresszhelyzetekkel. A résztvevőket a világjárvány hetedik hetébe helyezték - a válság csúcspontjára, amikor a legnagyobb az egészségügyi ellátás iránti igény. Ebben a szakaszban a becslések szerint a lakosság 50%-a fertőződött meg, és közel 400 000 ember halt meg. A feltételezett helyzet az volt, hogy a vakcinát már elkészítették és megvásárolták, de még nem szállították le az Egyesült Királyságba. A kórházak és a szociális ellátás tisztviselőinek vészhelyzeti terveket kellett kidolgozniuk az erőforrások megterhelésének kezelésére, míg a kormányzati tisztviselők gyors döntéshozatalt igénylő helyzeteknek voltak kitéve. A helyzet realisztikusabbá tétele érdekében COBRA-értekezleteket tartottak a miniszterek és a tisztviselők között. Szimulált hírügynökségeket és a közösségi médiát használtak fiktív frissítések közlésére. Az Egyesült Királyság világjárványra való felkészültségi weboldalán a kormány nyilatkozatában kijelentette, hogy a gyakorlat nem a jövőbeni, különböző természetű világjárványok kezelésére irányult, és nem is arra, hogy pontosan meghatározza, milyen intézkedéseket kell elfogadni a széles körű terjedés elkerülése érdekében.
A gyakorlat eredményei azt mutatták, hogy a világjárvány az erőforrások hiánya miatt összeomlana az ország egészségügyi rendszere, és Sally Davies, az akkori főorvos kijelentette, hogy az orvosi lélegeztetőgépek hiánya és a holttestek ártalmatlanításának logisztikája komoly problémát jelent. A gyakorlat teljes eredményét eredetileg titkosították, de később a nyilvánosság nyomására és nyomására nyilvánosságra hozták. 2020 novemberében az Egyesült Királyság kormánya kijelentette, hogy az összes megállapított tanulságot megvitatták és megfelelően figyelembe vették a világjárványra való felkészültségi tervekben.
A The Daily Telegraph egy kormányzati forrás szerint a szimuláció eredményei "túlságosan ijesztőek" voltak ahhoz, hogy nyilvánosságra hozzák őket. A Telegraph szerint a gyakorlat arra a feltételezésre vezetett, hogy egy hasonló járványra a "csordás immunitás" lenne a legjobb válasz. Az eredményekről szóló részleges jelentést később a The Guardian című brit napilap tette közzé, ami a nyilvánosság elégedetlenségét váltotta ki a kezelés módjával kapcsolatban. 2020 májusában a The Guardian által készített interjúban Martin Green, a Care England, az egyik legnagyobb brit magánápolóházi vállalat vezérigazgatója azt mondta, hogy a kormány korábban nem figyelmeztette a magánegészségügyi ágazatokat a kapacitáshiányra egy esetleges világjárvány esetén.
Az Alice-gyakorlat egy 2016-os brit MERS-koronavírus világjárvány modellezési gyakorlat volt, amelyben a Public Health England és az Egészségügyi és Szociális Ellátási Minisztérium tisztviselői vettek részt. Moosa Qureshi, egy kórházi tanácsadó, aki 2021-ben szerezte meg az Alice-ről szóló, korábban nem nyilvánosságra hozott információkat, elmondta, hogy a gyakorlatnak "fel kellett volna készítenie minket egy olyan vírusra, amelynek lappangási ideje hosszabb, mint az influenzáé, amely sokkal tovább képes túlélni a szennyezett felületeken, mint az influenza, amely magas szintű védelmet igényel az egészségügyi dolgozók számára, és amely ellen nem lehet beoltani egy második hullám előtt. Ennek az influenza-stratégiától eltérő stratégiákat kellett volna eredményeznie az egyéni védőeszközökre és a karanténra vonatkozóan."
Richard Horton, a The Lancet főszerkesztője szerint a gazdasági megszorító intézkedések szerepet játszottak abban, hogy az Egyesült Királyság "nem tudta levonni a 2002-2004-es SARS-járvány tanulságait", és hogy az Egyesült Királyság "rosszul felkészült" a COVID-19 világjárványra. A The Guardian számára készített vizsgálat megállapította, hogy a privatizáció és a megszorítások, valamint az, hogy a kormány a COVID-19 világjárvány idején magánvállalkozókra támaszkodott, "kitette" Angliát a vírusnak: "a közegészségügyi válsághelyzetekre való reagálást szolgáló infrastruktúrát a legutóbbi konzervatív kormányok által bevezetett politikák - egyes változtatások még a munkáspárti kormányzás éveire nyúlnak vissza - szétzilálták, és néhány helyen lerombolták".

### Egyesült Államok
A Globális Egészségbiztonsági Index, egy amerikai-brit értékelés szerint, amely 195 ország egészségügyi biztonsági képességeit rangsorolja, az Egyesült Államok 2020-ban a "legfelkészültebb" nemzet volt ezek az értékelések hat kategórián alapulnak. A COVID-19 világjárványhoz kapcsolódó fő kategóriák a következők: Gyorsreagálás, egészségügyi rendszer és megelőzés. Ezen értékelés ellenére az Egyesült Államok nem készítette elő a kritikus készleteket, amelyek a tervezési gyakorlatok szerint szükségesek lettek volna, és nem követte saját tervezési dokumentumait a COVID-19 pandémiára adott válaszlépések végrehajtása során.

#### Világméretű járványokat előrejelző jelentések
Az Egyesült Államok történelme során számos világjárvány és járvány sújtotta, többek között az 1918-as spanyolnátha, amelynek halálos áldozatainak száma 550 000-re becsülhető, az 1957-es ázsiai influenza, amelynek halálos áldozatainak száma 70 000-re becsülhető, és az 1968-as hongkongi influenza, amelynek halálos áldozatainak száma 100 000-re becsülhető. A COVID-19 előtti legutóbbi világjárvány, a 2009-es sertésinfluenza-világjárvány több mint 12 000 amerikai életét oltotta ki, és további 270 000 ember került kórházba körülbelül egy év alatt.
Az Egyesült Államok hírszerző közössége a 2017-es és 2018-as éves világméretű fenyegetésértékelő jelentésében azt írta, hogy ha egy kapcsolódó koronavírus "hatékony emberről emberre való átvihetőségre tesz szert", akkor "világjárványos potenciállal" rendelkezne. A 2018-as világméretű fenyegetésértékelés szerint az új típusú, "emberek között könnyen átvihető" mikrobák továbbra is "jelentős fenyegetést" jelentenek. Hasonlóképpen, a 2019. évi világméretű fenyegetettségi értékelés arra figyelmeztetett, hogy "az Egyesült Államok és a világ továbbra is sebezhető marad a következő influenzajárvány vagy egy olyan fertőző betegség nagymértékű kitörésével szemben, amely tömeges halálozáshoz és rokkantsághoz vezethet, súlyosan érintheti a világgazdaságot, megterhelheti a nemzetközi erőforrásokat, és fokozhatja az Egyesült Államokhoz intézett segítségkéréseket".

#### Frissített tervek és iránymutatások
Az amerikai kormány 2017 áprilisában frissítette világjárványtervét és nyilvános iránymutatásait. 2017 januárjában frissítette az erőforráshiányra vonatkozó becslését és az amerikai kormány számára megfontolandó kérdések listáját (ún. playbook). A terv és az iránymutatások nyilvánosak voltak. Az erőforrások becslése és a kérdések listája nem volt nyilvános, bár nem volt titkosított, és a riporterek megszerezték és nyilvánosságra hozták azokat.
A hadsereg 2017. januári becslése az erőforráshiányokról megjegyezte: "Hiányosságok és sebezhetőségek... infrastruktúra és PPE hiánya... és korlátozott laboratóriumi megerősítő vizsgálatok.... Az egészségügyi rendszereket túlterhelheti a betegek számának drámai növekedése. A személyzet elérhetősége is korlátozott lehet, mivel az egészségügyi személyzet megfertőződik". George W. Bush kormányzásának utolsó évében a Biomedical Advanced Research and Development Authority (az Egészségügyi és Humán Szolgáltatások Minisztériumának egyik részlege) "becslése szerint további 70 000 gépre [lélegeztetőgépre] lenne szükség egy mérsékelt influenzajárvány esetén".
A problémák listája, vagyis a játszmafüzet a normál körülményekre és a pandémiás körülményekre is kiterjedt. Normál körülmények között nem volt szó a vészhelyzetben való felhasználásra szánt készletek becsléséről és felhalmozásáról. Az Egyesült Államokban; a 2009-es influenzajárvány ellen használt maszkok stratégiai nemzeti készletének készletét sem az Obama-kormányzat, sem a Trump-kormányzat nem töltötte fel.
A 2017-es iránymutatások megjegyzik, hogy a 2009-es H1N1pdm09 sertésinfluenza-vírus elleni vakcina nyolc hónapig tartott, mire 2009 végén rendelkezésre állt a forgalmazáshoz. A 2003-as SARS-vírus elleni vakcina kifejlesztése 13 évig tartott, és 2016-ban állt készen az embereken végzett kísérletekhez, amelyekre azonban még nem került sor. A 2009-es MERS-vírus elleni vakcina kifejlesztése tíz évig tartott, és 2019-ben kezdődtek meg az emberi kísérletek. Ennek ellenére az iránymutatások szerint a következő világjárványhoz szükséges vakcina kifejlesztéséhez és terjesztéséhez mindössze hat hónapra lenne szükség, és azt mondták az iskoláknak és a bölcsődéknek, hogy ennyi időre esetleg be kell zárniuk. Az iránymutatások azonban azt mondták a vállalkozásoknak, hogy csak legfeljebb két hétig tartó iskolabezárásra számítsanak, mondván, hogy az alkalmazottaknak esetleg két hétig otthon kell maradniuk a gyerekeikkel.
Az irányelvek nem számoltak semmilyen üzletbezárással, noha a tanulmányok már régóta 80%-os visszaesést jósoltak a művészeti, szórakoztató és szabadidős tevékenységek terén, valamint 5-10%-os visszaesést az egyéb gazdasági tevékenységekben egy év alatt, a csúcshónapokban pedig súlyosabb visszaesést. A világjárványra való felkészülésről szóló tanulmányok nem foglalkoztak sem a vállalkozások megsegítésére irányuló kormányzati intézkedésekkel, sem a helyreállítás útjával.
Az iránymutatások azzal számoltak, hogy "egy világjárvány során a fertőzés egy lokalizált területen körülbelül hat-nyolc hétig tarthat".
A 2017-es iránymutatások felsorolták azokat a lépéseket, amelyekre sor kerülhet, egészen a beteg emberek önkéntes otthoni elkülönítéséig, és a kontaktjaik önkéntes otthoni karanténjáig, legfeljebb három napig. Nem volt vita vagy tervezés az üzletek bezárásáról vagy az emberek otthonmaradásának elrendeléséről, ami magyarázatot adhat arra, hogy a tisztviselők késlekedtek az otthonmaradási utasításokról való döntéssel a 2020-as COVID-19 világjárványban, és hogy nem készültek fel a nem létfontosságú és a létfontosságú dolgozók megkülönböztetésére, valamint a létfontosságú dolgozók védelmére. Az 1918-as influenzajárvány idején sok város legalább bárokat zárt be, akár hat hétre is, és a legtöbb városban kötelező volt a betegek és a velük érintkezésbe kerülő személyek elkülönítése és karanténba zárása. A legsúlyosabb zárlatokkal rendelkező városok gazdasága a legjobban helyreállt. 
Az irányelvek szerint a vállalkozásoknak készen kell állniuk arra, hogy a dolgozókat 3 láb távolságra tartsák egymástól, bár az irányelvek szerint a köhögés és a tüsszentés hat lábnyira is küldhet vírusokat. A kutatások szerint a tüsszentés 27 lábnyira is elküldheti a cseppeket, amelyek megtapadhatnak a szellőzőrendszerekben.  Az irányelvek nem vették figyelembe a vásárlók közötti távolságot, illetve a vásárlók és a munkavállalók közötti távolságot.
A hidegháború vége óta Oroszország félretájékoztatási kampányokat vezetett, hogy bizalmatlanságot keltsen a közegészségügyi hatóságokkal szemben, és azt állítsa, hogy az AIDS-járvány, a 2009-es sertésinfluenza-járvány, az Ebola-járványok és a COVID-19 járvány amerikaiak által létrehozott biofegyverek voltak.

#### Átszervezések és távozások
2018 májusában John Bolton nemzetbiztonsági tanácsadó átszervezte a végrehajtó hatalom Egyesült Államok Nemzetbiztonsági Tanácsát (NSC), nagyrészt összevonva a globális egészségügyi biztonságért és biológiai védelemért felelős csoportot - amelyet az Obama-kormányzat a 2014-es ebolajárványt követően hozott létre - egy nagyobb, a fegyverek elterjedése elleni küzdelemért és biológiai védelemért felelős csoportba. Az átszervezéssel együtt a globális egészségügyi biztonsággal és biológiai védelemmel foglalkozó csoport vezetője, Timothy Ziemer ellentengernagy távozott, hogy egy másik szövetségi ügynökséghez csatlakozzon, míg Tim Morrison lett az egyesített csoport vezetője. Az átszervezés kritikusai az átszervezést a világjárványvédelmi készültségi csoport "feloszlatásának" nevezték.
A koronavírus kitörése után a riporterek többször is megkérdezték Trumpot erről az átszervezésről, és Trump ellentmondásos válaszokat adott. 2020. március 6-án, amikor egy sajtótájékoztatón arról kérdezték, hogy „újragondolná-e” a 2018-as döntést, miszerint nem lesz világjárványra felkészítő hivatal, Trump utalt arra, hogy az átszervezés akkor észszerű döntés volt, mert "soha nem lehet igazán gondolni, hogy [egy világjárvány] bekövetkezik … ki gondolta volna, hogy egyáltalán lesz ilyen témánk"? Március 13-án, amikor a PBS NewsHour fehér házi tudósítója, Yamiche Alcindor megkérdezte, hogy az átszervezés akadályozta-e a kormány reagálását a koronavírus kitörésére, Trump leszidta őt, amiért „csúnya kérdést” tett fel, és hozzátette: „Nem én tettem … Feloszlatás, nem, nem tudok róla semmit … Ez a kormányzat, talán ők csinálják ezt, elengedik az embereket … ilyen dolgok történnek”. Április 1-jén John Roberts, a Fox News újságírója azzal kezdte kérdését, hogy „önök megszabadultak a Nemzetbiztonsági Tanácsban működő járványügyi irodától”, mire Trump azt válaszolta: „Nem tettük”, négyszer is „hamisnak” minősítve az állítást, de nem részletezte tovább. A kormányzat 2020 júliusától egy új világjárványvédelmi készültségi iroda létrehozását tervezte a külügyminisztériumon belül.
Szintén 2018-ban Tom Bossert belbiztonsági tanácsadó távozott a kormányzatból, állítólag Bolton kérésére. Bossert részt vett a Trump-kormányzat biológiai védelmi terveinek kidolgozásában, és az ő feladata volt a kormányzat reagálásának koordinálása egy biológiai válság esetén. Bossert utódja, Doug Fears és Fears utódja, Peter J. Brown vette át a DHS biovédelmi feladatait. A Bloomberg News 2020 januárjában arról számolt be, hogy a biológiai védelem ekkor már "kevésbé hangsúlyos" része volt a belbiztonsági tanácsadó feladatainak. Egy másik távozó, Luciana Borio, a Nemzetbiztonsági Tanács egészségügyi és biológiai védelmi felkészültségért felelős igazgatója 2019 márciusában távozott posztjáról. A The Washington Post 2020 márciusában arról számolt be, hogy a Fehér Ház nem erősítette meg Borio utódjának személyét.
A Reuters 2020 márciusában arról számolt be, hogy a Trump-kormányzat a koronavírus kitörését megelőző években drasztikusan, 47-ről 14-re csökkentette az amerikai járványügyi hivatal pekingi irodájában dolgozó munkatársak számát. A Reuters szerint a 2019 júliusában megszüntetett munkatársak egyike a kínai terepjáró járványügyi szakembereket képezte ki a járványkitörésekre való reagálásra azok melegágyaiban. Trump azt állította, hogy a kiképző leépítéséről szóló jelentés "100 százalékban téves", de az amerikai CDC elismerte, hogy a jelentés igaz. A Trump-kormányzat azt is megerősítette, hogy bezárta a Nemzeti Tudományos Alapítvány (NSF) és az Egyesült Államok Nemzetközi Fejlesztési Ügynöksége (USAID) pekingi irodáit; ezeket az irodákat egy-egy amerikai tisztviselő vezette. Emellett a Trump-kormányzat elismerte, hogy megszüntette az amerikai mezőgazdasági minisztérium pekingi irodájának egy vezetői pozícióját; a Reuters jelentése szerint a pozíció egy állatbetegség-ellenőrzési programot felügyelt.
A Trump-adminisztráció emellett megszüntette a PREDICT pandémiás korai előrejelző program finanszírozását Kínában, amely 60 külföldi laboratóriumban képezte és támogatta a személyzetet; a helyszíni munka 2019 szeptemberében szűnik meg. A potenciális járványok azonosításával megbízott tudósok már így is túlságosan leterheltek és kifeszítettek voltak.

#### A maszk és a lélegeztetőgép ellátásának javítására irányuló erőfeszítések
2015 óta a szövetségi kormány 9 millió dollárt költött két projektre a maszkhiány megelőzésére, de mindkét projektet a befejezés előtt leállította. A második BARDA szerződést az albuquerque-i Applied Research Associates-szel írták alá, hogy olyan N95-ös minősítésű maszkot tervezzenek, amelyet vészhelyzetben újra lehet használni anélkül, hogy csökkenne a hatékonysága. Bár a szövetségi jelentések már 2006 óta szorgalmaztak egy ilyen projektet, az ARA szerződést csak 2017-ben írták alá, és a 15 hónapos befejezési határidőt is elmulasztotta, ami azt eredményezte, hogy a 2020-as világjárvány még azelőtt elérte az Egyesült Államokat, hogy a terv elkészült volna.
A korábbi légzőszervi járványok és a kormányzati tervezés azt jelezte, hogy olyan lélegeztetőgépek készletére van szükség, amelyeket a kevésbé képzett egészségügyi személyzet könnyebben tud használni. A BARDA Aura projektje 2008-ban írt ki ajánlattételi felhívást azzal a céllal, hogy az FDA 2010-ben vagy 2011-ben jóváhagyja. A legfeljebb 40 000 darab lélegeztetőgép gyártására vonatkozó szerződést a Newport Medical Instruments, egy kis lélegeztetőgép-gyártó cég kapta meg, 3000 dolláros célárral, ami jóval alacsonyabb, mint a bonyolultabb, több mint 10 000 dollárba kerülő gépek ára, és a cég prototípusokat gyártott, amelyek célul tűzte ki az FDA 2013-as jóváhagyását. A Covidien megvásárolta az NMI-t, és miután több pénzt kért a projekt befejezéséhez (így a teljes költség mintegy 8 millió dollárra emelkedett), kérte a kormányt, hogy mondja fel a szerződést, mondván, hogy az nem nyereséges. A kormány 2014-ben egy új, 13. millió dolláros szerződést ítélt oda a Philipsnek. A Trilogy Evo Universal tervezete 2019 júliusában nyerte el az FDA jóváhagyását. A kormány 2019 szeptemberében 10 000 lélegeztetőgépet rendelt meg, 2020 közepéig az első szállításokat, és 2022-ig mind a 10 000 készüléket le kell szállítani. Annak ellenére, hogy a járvány decemberben kezdődött, a vállalat képes lett volna a teljes megrendelés teljesítéséhez elegendő mennyiséget előállítani, és a kormány képes lett volna a gyorsabb gyártást kikényszeríteni, a kormány csak 2020. március 10-én jutott megállapodásra a Philipsszel a gyorsított szállításról. Március közepére a további lélegeztetőgépek iránti igény azonnali szükségessé vált, és még kormányzati szerződések hiányában is más gyártók sok tízezer darab gyártására vonatkozó terveket jelentettek be. Eközben a Philips egy kereskedelmi változatot, a Trilogy Evo-t jóval magasabb áron értékesítette, így március 15-én már csak 12 700 darab maradt a stratégiai nemzeti készletben.
A világjárványra ajánlott készletekre fordított csekély összeghez képest a Stratégiai Nemzeti Készlet dollármilliárdokat költött a lépfene elleni vakcina létrehozására és tárolására, valamint az egész ország számára elegendő himlőoltásra.

#### Lehetséges válaszstratégiák
2016-ban az NSC pandémiastratégiákat és ajánlásokat fogalmazott meg, többek között a lehetséges járványkitörések teljes körű felderítésére irányuló gyors lépéseket, a kiegészítő finanszírozás biztosítását, a védelmi termelési törvény alkalmazásának megfontolását, valamint az egészségügyi dolgozók számára elegendő védőfelszerelés biztosítását. A Trump-kormányzat 2017-ben tájékoztatást kapott erről, de elutasította, hogy hivatalos politikává tegye.

## Fordítás
Ez a szócikk részben vagy egészben  a   Pandemic predictions and preparations prior to the COVID-19 pandemic című angol Wikipédia-szócikk fordításán alapul.  Az eredeti cikk szerkesztőit annak laptörténete sorolja fel. Ez a jelzés csupán a megfogalmazás eredetét és a szerzői jogokat jelzi, nem szolgál a cikkben szereplő információk forrásmegjelöléseként.